# Thunder Road (Lied)
Thunder Road ist ein Rocksong von Bruce Springsteen, der 1975 auf seinem Album Born to Run erschien.

## Inhalt
In dem Stück versucht der Protagonist mit seiner Geliebten Mary aus seinem lahmen und langweiligen Alltag auszubrechen, indem er ihr eine Fahrt in seinem Auto anbietet, wobei sie eine Stadt voller Versager hinter sich lassen und das gelobte Land erreichen werden. Der Ich-Erzähler sagt von sich aus, dass er kein Held sei und alle Erlösung, die er anbieten kann, unter einer dreckigen Autohaube liegt, aber wenn sie fahren, werden sie einmal zu den Gewinnern zählen. Der auf dem Album abgedruckte Text „Mary’s dress waves“ ist laut Springsteen falsch. Die Zeile lautet korrekt wie auf der Aufnahme hörbar „Mary’s dress sways“.

## Musikalischer Aufbau und Musiker
Der Song beginnt mit einer nostalgischen Mundharmonika vor dem Einsatz des Gesangs. Trotz zahlreicher Instrumente wie Gitarren und einem Saxophon dominiert das Piano während des ganzen Liedes und bestimmt somit den Klang. Gespielt wird es von Roy Bittan, der erst kurz zuvor in die Band eingetreten war. Weitere Musiker sind Clarence Clemons (Saxophon), Garry Tallent (Bass), Mike Appel (Hintergrundgesang), Max Weinberg (Schlagzeug) und Springsteen selbst (Gesang, Gitarre, Mundharmonika).
Der Song hat keinen Refrain.

## Erfolg und Fortsetzung
In der Liste der 855 Greatest Songs of All Time des Radiosenders wxpn belegt Thunder Road Platz 1. In der Liste der 500 Greatest Songs of All Time des Rolling Stone schaffte er es auf Rang 86.
Wegen seiner Beliebtheit spielte Springsteen das Stück oft live, weshalb es auf mehreren Live-Alben enthalten ist.
Der Song The Promise wird als Fortsetzung betrachtet. Diese Nummer wurde durch Konzerte bereits seit dem Jahr 1978 bekannt, erschien allerdings erstmals 1999 auf 18 Tracks.

## Rezeption
In dem Science-Fiction-Film Explorers – Ein phantastisches Abenteuer von Regisseur Joe Dante von 1985 taufen drei Jungen ihr selbstgebautes Raumschiff auf den Namen Thunder Road nach dem Song von Bruce Springsteen.